# Dépôt du Lion d'Or
Le dépôt du Lion d'Or est un ancien dépôt de la compagnie des Tramways électriques de Lille et sa banlieue (TELB) construit en 1880, situé rue du Faubourg-de-Roubaix démoli en 1976 et remplacé par un immeuble de logements.

## Histoire
Le dépôt du Lion d'Or est construit en 1880 pour la traction hippomobile par les Compagnie des tramways du département du Nord, il tire son nom du pont du Lion d'Or voisin. Il comprend à l'origine une remise à voitures et des écuries pour la traction hippomobile et est par la suite modifié pour l'exploitation de machines à vapeur sans foyer type Francq.
Pour accompagner l'électrification du réseau, le dépôt est entièrement reconstruit en 1908 et prend la forme qu'il gardera jusqu'à la fin de sa carrière. Il comprend dans sa partie nord 1 remise de 2 halls totalisant 12 voies. Dans sa partie sud, une vaste cour abrite le faisceau de voies permettant d'accéder aux différentes voies de remisage, la cour abrite également une sous-station électrique en partie sud-ouest et un bâtiment administratif en partie sud-est.
La dernière ligne de tramway de la CGIT, la ligne B cesse son service au soir du samedi 29 janvier 1966 remplacée par une ligne d'autobus. Le lundi, les tramways sont amenés au dépôt du Lion-d'Or où ils sont démolis. Les bâtiments du dépôt sont démolis en 1976 et remplacés entre 1976 et 1982 par un immeuble de logements.

## Vestiges

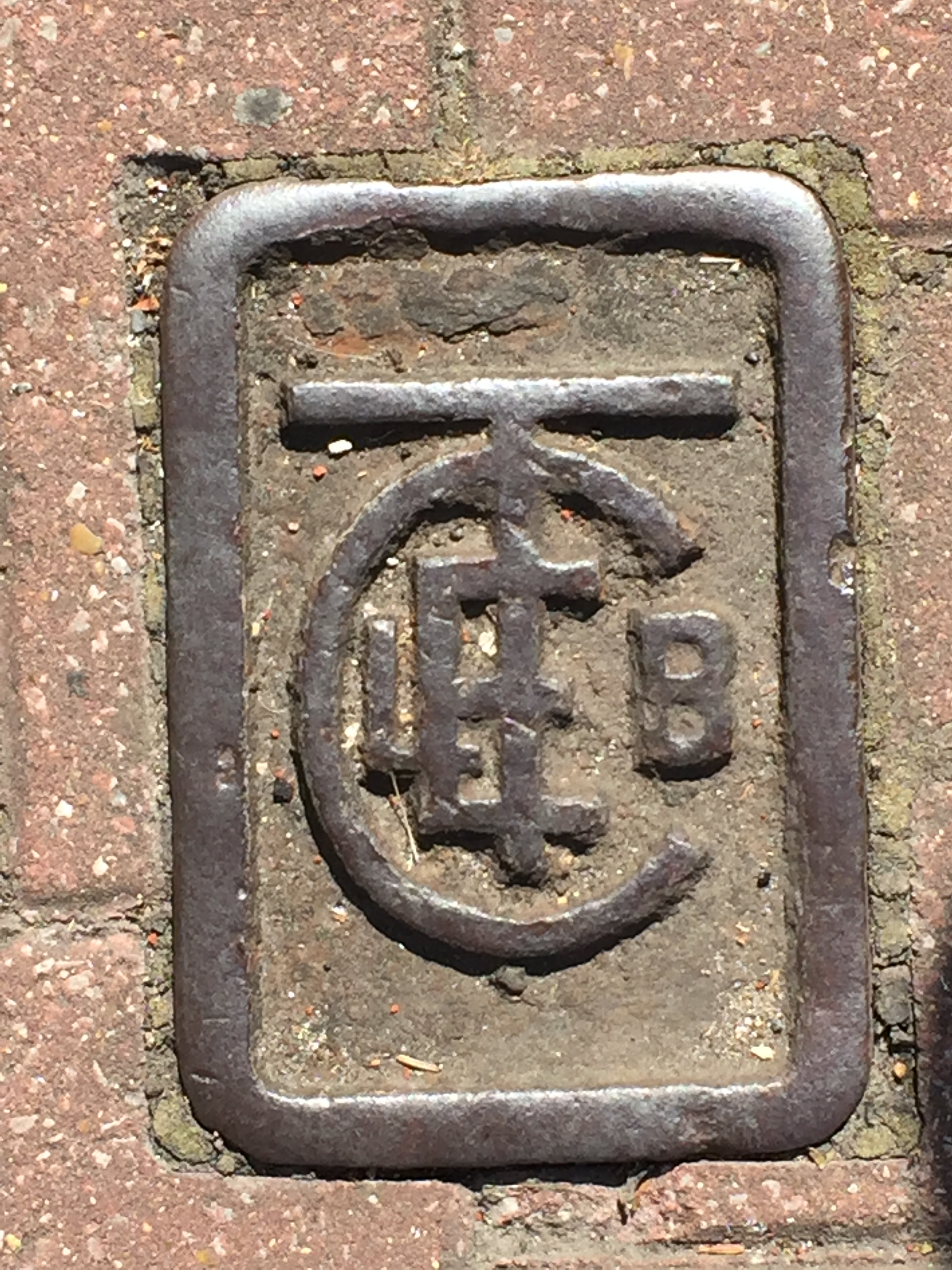
Pavé monogrammé CTELB devant l'ancien dépôt du Lion d'Or.

Aujourd'hui, subsiste encore devant le restaurant voisin Le Bistrot au n°233 un pavé monogrammé CTELB (Compagnie des Tramways Électriques de Lille et sa Banlieue) qui indique la présence d'un ancien feeder (câble d'alimentation des lignes aériennes).